# Haemulon
Haemulon è un genere di pesci ossei appartenenti alla famiglia Haemulidae.

## Descrizione

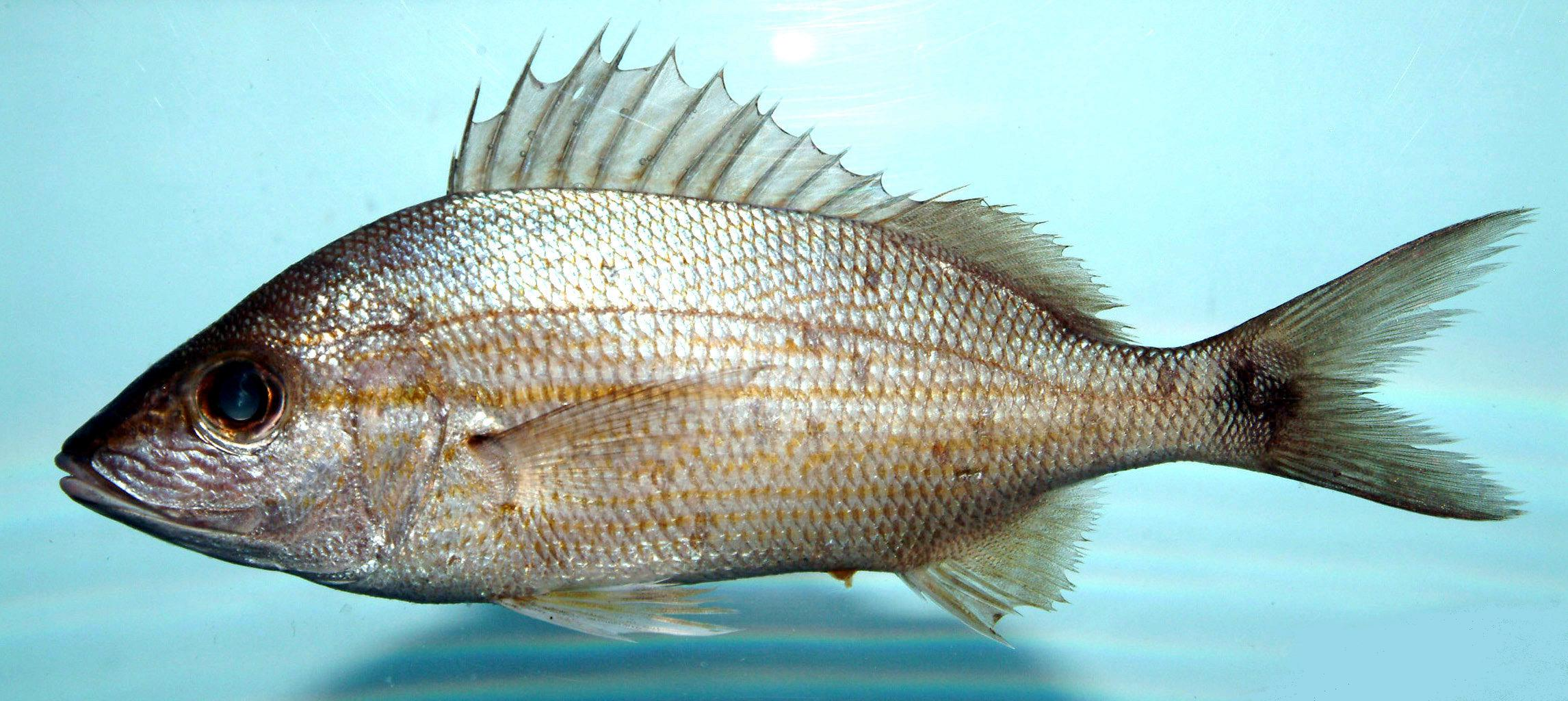
Haemulon aurolineatum

Le dimensioni variano secondo la specie, dagli 11 cm di Haemulon squamipinna agli 80 cm di Haemulon album.

## Specie
Al genere appartengono 22 specie:
- Haemulon album
- Haemulon aurolineatum
- Haemulon bonariense
- Haemulon boschmae
- Haemulon carbonarium
- Haemulon chrysargyreum
- Haemulon flaviguttatum
- Haemulon flavolineatum
- Haemulon macrostomum
- Haemulon maculicauda
- Haemulon melanurum
- Haemulon parra
- Haemulon plumierii
- Haemulon schrankii
- Haemulon sciurus
- Haemulon scudderii
- Haemulon serrula
- Haemulon sexfasciatum
- Haemulon squamipinna
- Haemulon steindachneri
- Haemulon striatum
- Haemulon vittatum